# Marianna Linden
Marianna Linden (* 1975 in Halle (Saale)) ist eine deutsche Schauspielerin.
Nach Abschluss ihres Schauspielstudiums an der Hochschule für Musik und Theater „Felix Mendelssohn Bartholdy“ in Leipzig war sie von 1997 bis 2009 am Staatsschauspiel Dresden engagiert, seit 2009 am Hans-Otto-Theater in Potsdam.

## Auszeichnung
Linden erhielt 2000 den Erich-Ponto-Preis.

## Theaterrollen (Auswahl)
- 2010: Uwe Tellkamp: Der Turm (Anne Hoffmann) – Regie: Tobias Wellemeyer (Hans Otto Theater Potsdam)
- 2011: Theodor Fontane: Schach von Wuthenow – Regie: Tobias Wellemeyer (Hans Otto Theater Potsdam)
- Gretchen in "Faust I"
- Maria in "Maria Stuart"
- Nathans Tochter in "Nathan der Weise"
- Lady Ann in "Richard III."

## Filmografie
- 1997, 1998: Leinen los für MS Königstein (Fernsehserie, 2 Folgen)
- 2003: Tal der Ahnungslosen
- 2007: Die Rosenheim-Cops – Die letzten Tage (Fernsehserie, 1 Folge)
- 2020: Nackte Tiere